# Columbina
Columbina là một chi chim trong họ Columbidae.

## Hình ảnh

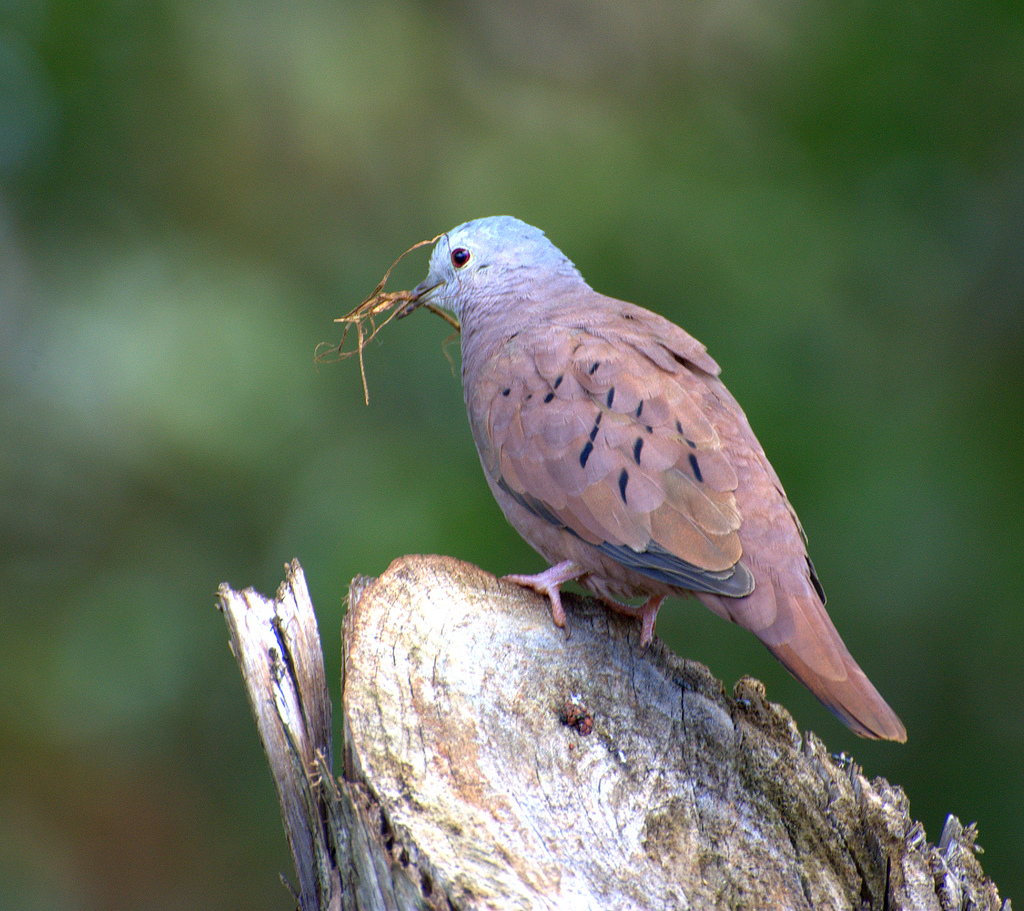
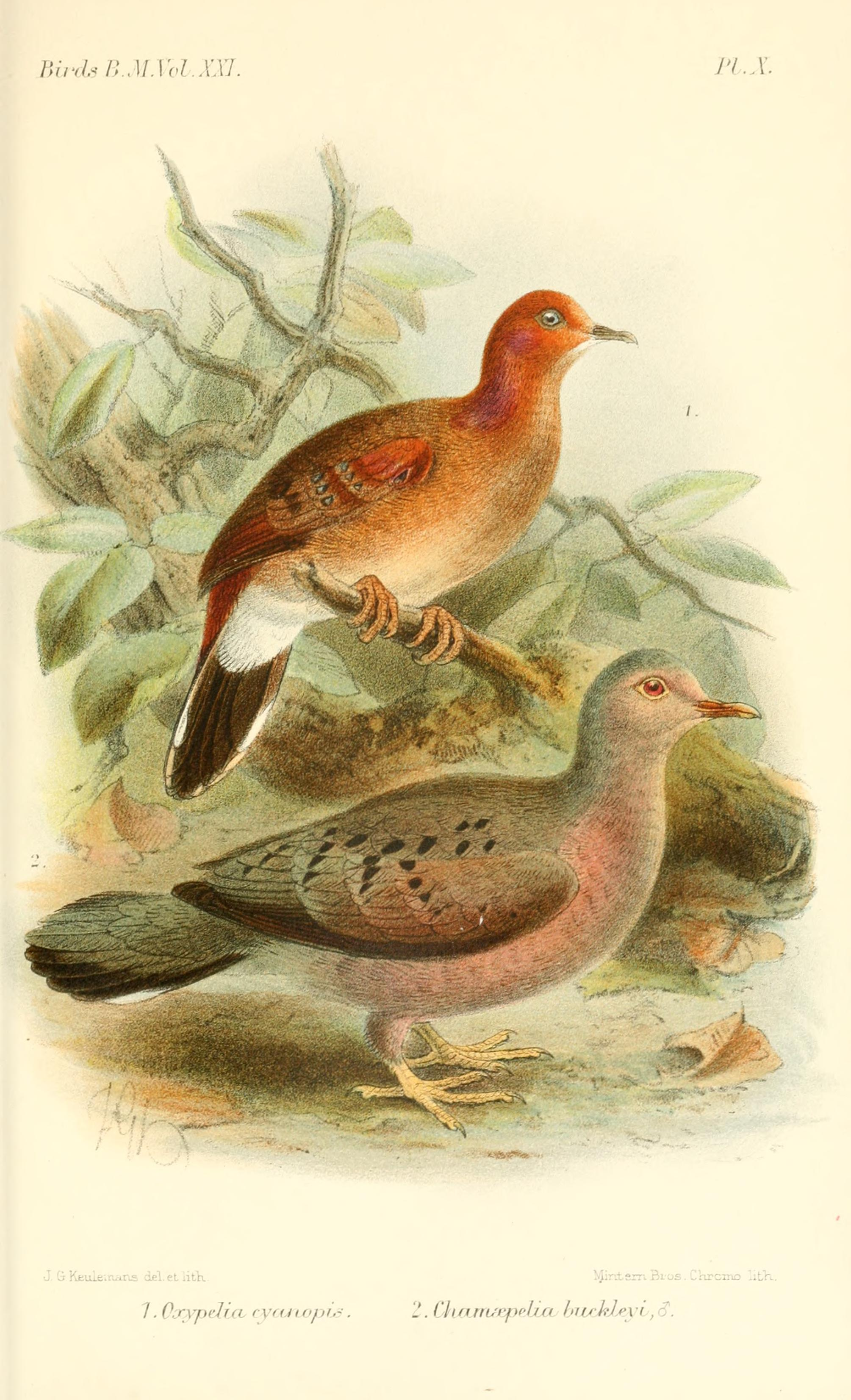
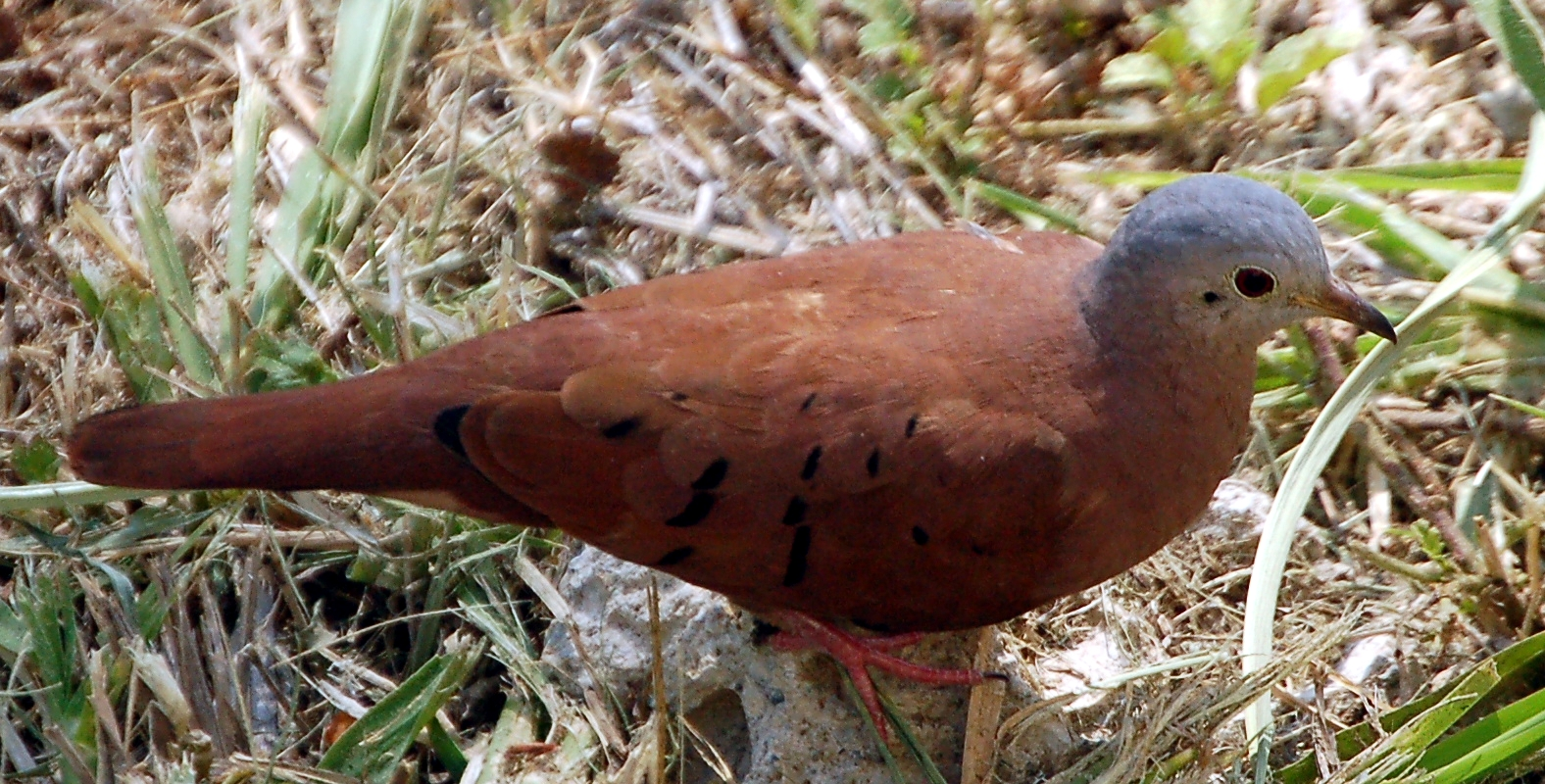
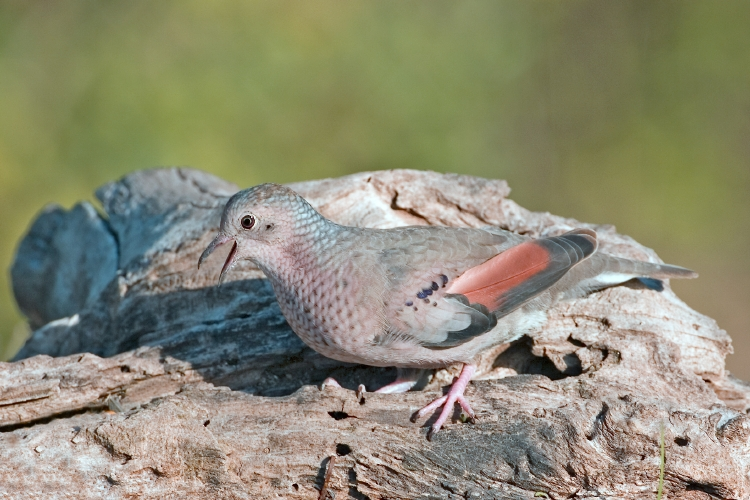
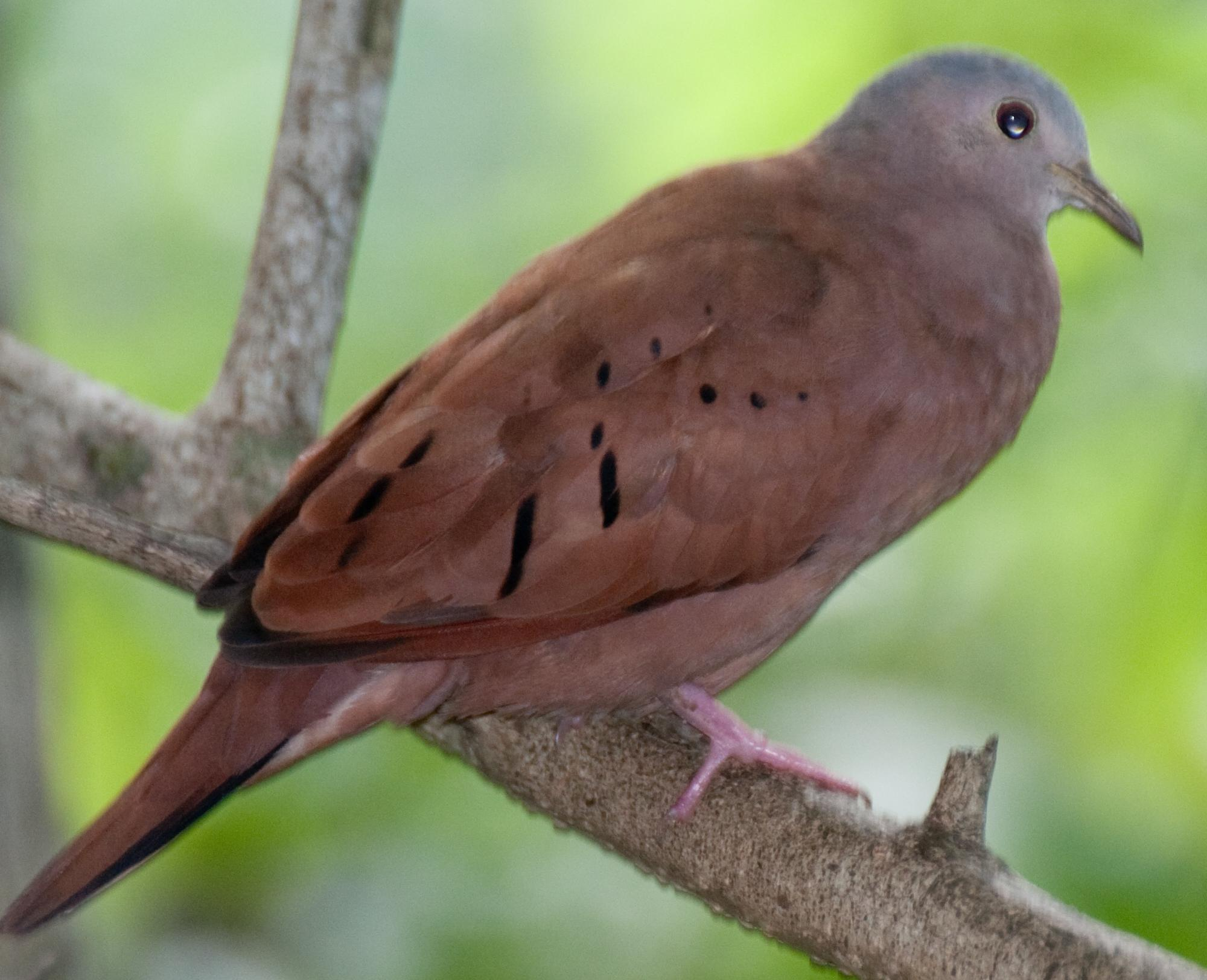
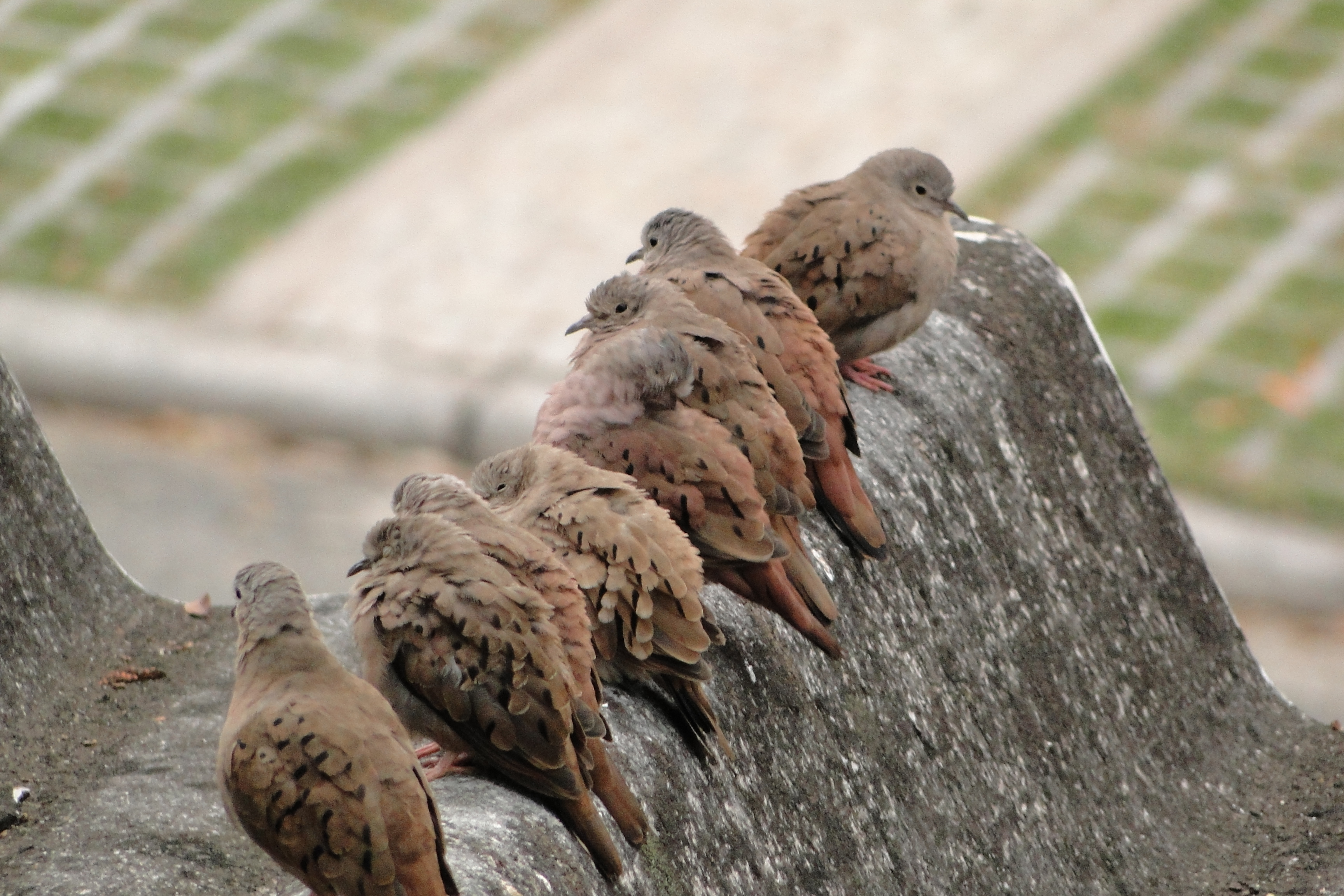